# سمیه یزدانی
سمیه یزدانی (زادهٔ ۲۴ مهر ۱۳۶۹ شهرکرد)، توانست با کسب اولین مدال آسیایی در دوچرخه‌سواری زنان ایران تاریخ‌سازی کند. او برنز مسابقات قهرمانی دوچرخه سواری آسیا ۲۰۱۹ در استقامت جاده به دست آورد.
او توانست با زمان ۳:۱۰:۰۴ از خط پایان بگذرد. در این مسابقه ۶۴ ورزشکار حضور داشتند که در پایان نماینده ازبکستان که قهرمان مسابقات المپیک تابستانی ۲۰۱۶ شده بود، رتبه اول و رکابزن تیم کره جنوبی نیز مقام دوم را به دست آورد. در این ماده ماندانا دهقان دیگر رکابزن تیم ملی به مقام یازدهم دست یافت.
او همچنین نفر اول دوچرخه‌سواری زنان ایران در بخش جاده برای حضور در بازی‌های آسیایی ۲۰۱۸ بود که بعد از مصدومیت در حین تمرینات مسابقات را از دست داد. یزدانی همچنین موفق به کسب مدال برنز در مسابقات قهرمانی آسیا در سال ۲۰۲۲ شد.

## لژیونر شدن
در تاریخ ۲۹ مهر ۱۳۹۸ بانوی رکابزن ایران به تیم «تیکا» اسپانیا پیوست. او دومین لژیونر دوچرخه‌سواری زنان ایران بعد از ماندانا دهقان است که پیش از این به «مکس واترزلی» پیوسته بود. او در سال ۲۰۲۰ و ۲۰۲۱ عضو تیم کنتیننتال VIB کشور اسپانیا بود.

## عناوین داخلی
| نتیجه | سال  | مسابقات                                 | شهر                      | رقابت                  | رده       | منبع   |
| ----- | ---- | --------------------------------------- | ------------------------ | ---------------------- | --------- | ------ |
| اول   | ۱۳۹۶ | اولین مرحله لیگ پیست و جاده بانوان      | تهران                    | استقامت جاده           | بزرگسالان | [ ۸ ]  |
| دوم   | ۱۳۹۶ | مسابقات جاده قهرمانی کشور               | یزد                      | استقامت جاده           | بزرگسالان | [ ۹ ]  |
| اول   | ۱۳۹۶ | مسابقات جاده قهرمانی کشور               | یزد                      | تایم تریل استقامت جاده | بزرگسالان | [ ۱۰ ] |
| اول   | ۱۳۹۶ | مسابقات قهرمانی کشور (پیست بانوان)      | تهران                    | دور امتیازی بانوان     | بزرگسالان | [ ۱۱ ] |
| سوم   | ۱۳۹۶ | مسابقات قهرمانی کشور (پیست بانوان)      | تهران                    | تعقیبی انفرادی         | بزرگسالان | [ ۱۱ ] |
| سوم   | ۱۳۹۶ | مسابقات قهرمانی کشور (پیست بانوان)      | تهران                    | استقامت جاده           | بزرگسالان | [ ۱۱ ] |
| اول   | ۱۳۹۶ | مرحله آخر لیگ بانوان کشور               | تهران                    | تایم تریل              | بزرگسالان | [ ۱۲ ] |
| اول   | ۱۳۹۶ | لیگ بانوان                              | تهران - پارک جنگلی چیتگر | تعقیبی انفرادی         | بزرگسالان | [ ۱۳ ] |
| اول   | ۱۳۹۶ | لیگ بانوان                              | تهران - پارک جنگلی چیتگر | تایم تریل              | بزرگسالان | [ ۱۳ ] |
| اول   | ۱۳۹۶ | لیگ بانوان                              | تهران - پارک جنگلی چیتگر | استقامت جاده           | بزرگسالان | [ ۱۳ ] |
| سوم   | ۱۳۹۷ | اولین مرحله لیگ پیست بانوان (جام رمضان) | تهران - پیست آزادی       | تعقیبی انفرادی         | بزرگسالان | [ ۱۴ ] |
| اول   | ۱۳۹۷ | اولین مرحله لیگ جاده بانوان             | اردبیل                   | استقامت جاده           | بزرگسالان | [ ۱۵ ] |
| سوم   | ۱۳۹۷ | آخرین مرحله لیگ جاده بانوان             | تهران - پارک جنگلی چیتگر | تایم تریل              | بزرگسالان | [ ۱۶ ] |
| اول   | ۱۳۹۷ | آخرین مرحله لیگ جاده بانوان             | تهران - پارک جنگلی چیتگر | استقامت جاده           | بزرگسالان | [ ۱۶ ] |

## مسابقات بین‌المللی
به ترتیب حضور:
| نتیجه | سال  | مسابقات                   | شهر      | رقابت             | رده       | مسافت       | زمان    | منبع   |
| ----- | ---- | ------------------------- | -------- | ----------------- | --------- | ----------- | ------- | ------ |
| پنجم  | ۲۰۱۸ | مسابقات قهرمانی آسیا جاده | نایپیداو | تایم تریل انفرادی | بزرگسالان | ۲۲ کیلومتر  | ۳۳:۵۱   | [ ۱۷ ] |
| سوم   | ۲۰۱۹ | مسابقات قهرمانی آسیا جاده | تاشکند   | استقامت جاده      | بزرگسالان | ۱۱۵ کیلومتر | ۳:۱۰:۰۴ | [ ۱۸ ] |